# Ministerio de la Ciencia, Tecnología y Enseñanza Superior (Portugal)
El Ministerio de la Ciencia, Tecnología y Enseñanza Superior (Ministério da Ciência, Tecnologia e Ensino Superior) (MCTES) es el departamento gubernamental de Portugal responsable de la Ciencia, Tecnología y Enseñanza superior.
El MCTES tiene su origen en el Ministerio de la Ciencia y Tecnología, creado en 1995. En 2002, pasó a tutelar la enseñanza superior - hasta entonces competencia del Ministerio de Educación - pasando a designarse "Ministerio de la Ciencia y la Enseñanza Superior". Después de eso, a pesar de mantener las mismas competencias, cambió varias veces de nombre - al cambiar el ministro titular - pasando a "Ministerio de la Ciencia, Innovación y Enseñanza Superior" en 2004 y "Ministerio de la Ciencia, Tecnología y Enseñanza Superior" en 2005.
En 2011 la investigación científica acompañó a la enseñanza superior en la vuelta al Ministerio de Educación y Ciencia.

## Organigrama
El MCTES incluye:
- Ministro de Ciencia, Tecnología y Enseñanza Superior
  - Órganos consultivos y comisiones:
    - Consejo Coordinador de Ciencia y Tecnología
    - Consejo Coordinador de la Enseñanza Superior

  - Soporte a la gobenación:
    - Gabinete de Planeamiento
    - Inspección General de la Ciencia y Enseñanza Superior
    - Controlador Financiero

  - Soporte a la gestión de recursos:
    - Secretaría General

  - Servicios operacionales:
    - Dirección General de la Enseñanza Superior
    - Fundación para la Ciencia y Tecnología
    - UMIC - Agencia para la Sociedad del Conocimiento
    - Centro Científico y Cultural de Macau
    - Instituto de Investigación Científica Tropical
    - Instituto de Meteorología
    - Instituto Tecnológico y Nuclear

  - Instituciones de enseñanza superior:
    - Universidades, institutos politécnicos y otros establecimientos de enseñanza superior
    - Academia de las Ciencias de Lisboa
    - Agencia para la Acreditación de la Enseñanza Superior
    - Estadio Universitario de Lisboa

## Ministros
- Ciencia y Tecnología:
  - José Mariano Rebelo Pires Gago (1995 - 2002)

- Ciencia y Enseñanza Superior:
  - Pedro Lynce (2002 - 2004)
  - Maria da Graça Martins da Silva Carvalho (2004)

- Ciencia, Innovación y Enseñanza Superior:
  - Maria da Graça Martins da Silva Carvalho (2004 - 2005)

- Ciencia, Tecnología y Enseñanza Superior:
  - José Mariano Rebelo Pires Gago (2005 - 2011)

- Educación y Ciencia
  - Nuno Paulo de Sousa Arrobas Crato (2011 - 2015)
  - Margarida Mano (2015 - 2015)